# 左偏树
左偏树（英語：Leftist tree），也可称为左偏堆、左倾堆，是计算机科学中的一种树，是一种优先队列实现方式，属于可并堆，在信息学中十分常见，在统计问题、最值问题、模拟问题和贪心问题等等类型的题目中，左偏树都有着广泛的应用。斜堆是比左偏树更为一般的数据结构。
不同于斜堆合并的平均情況複雜度,左偏堆的合并操作的最壞情況複雜度为 {\displaystyle O(logn)}，而完全二叉堆为 {\displaystyle O(n)}，所以左偏堆适合基于合并操作的情形。
由于左偏堆已经不是完全二叉树，因此不能用数组存储表示，需要用链接结构。

## 定义

左偏树的节点的距离值

左偏树是一种可并堆的实现。左偏树是一棵二叉树，它的节点除了和二叉树的节点一样具有左右子树指针（left, right）外，还有两个属性：
键值和距离（英文文献中称为s-value）。键值用于比较节点的大小。距离的定义如下：
当且仅当节点 i 的左子树或右子树为空时，节点被称作外节点（实际上保存在二叉树中的节点都是内节点，外节点是逻辑上存在而无需保存。把一颗二叉树补上全部的外节点，则称为extended binary tree）。节点i的距离是节点 i 到它的后代中的最近的外节点所经过的边数。特别的，如果节点 i 本身是外节点，则它的距离为0;而空节点的距离规定为 -1。

## 性质
1. 节点的键值小于或等于它的左右子节点的键值。
2. 节点的左子节点的距离不小于右子节点的距离。
3. 节点的距离等于它的右子节点的距离加1。
4. 一棵N个节点的左偏树root节点的距离最多为log(N+1)-1。

## 操作

### 初始化一个左偏树
初始化左偏树有两种方式。
第一种是每次选择一个节点与树合并，直到所有节点都合并为一个树。这种方法不太有效，时间复杂度为{\displaystyle O(nlogn)}。
第二种方法是使用队列，将队列中前两个节点合并，将合并后的新节点放到队列的末尾，直到队列中只有一个节点。这种方法的时间复杂度为{\displaystyle O(n)}。

### 合并两颗左偏树
假设堆是小根堆，合并时选择关键字较小的节点作为根节点，然后将关键字大的节点与根节点的右子堆合并。
在合并之后，比较子堆的s值。通过交换左右子堆来保证左节点的s值始终大于等于右节点。然后更新节点的s值。
Java代码实现合并两棵左偏的最小树：
1. root键值最小的树的右子树与其它树合并；
2. 上步合并结果作为与root键值最小树的右子树。
3. 比较root的左右子树的距离值（s-value），如果右子树大于左子树则交换两棵子树

```
public
 
Node
 
merge
(
Node
 
x
,
 
Node
 
y
)
 
{

  
if
(
x
 
==
 
null
)

    
return
 
y
;

  
if
(
y
 
==
 
null
)
 

    
return
 
x
;

  
// if this was a max height biased leftist tree, then the 

  
// next line would be: if(x.element < y.element)

  
if
(
x
.
element
.
compareTo
(
y
.
element
)
 
>
 
0
)
 
{
  

    
// x.element > y.element

    
Node
 
temp
 
=
 
x
;

    
x
 
=
 
y
;

    
y
 
=
 
temp
;

  
}

  
x
.
rightChild
 
=
 
merge
(
x
.
rightChild
,
 
y
);

  
if
(
x
.
leftChild
 
==
 
null
)
 
{

    
// left child doesn't exist, so move right child to the left side

    
x
.
leftChild
 
=
 
x
.
rightChild
;

    
x
.
rightChild
 
=
 
null
;

  
}
 
else
 
{

    
// left child does exist, so compare s-values

    
if
(
x
.
leftChild
.
s
 
<
 
x
.
rightChild
.
s
)
 
{

      
Node
 
temp
 
=
 
x
.
leftChild
;

      
x
.
leftChild
 
=
 
x
.
rightChild
;

      
x
.
rightChild
 
=
 
temp
;

    
}

    
// since we know the right child has the lower s-value, we can just

    
// add one to its s-value

    
x
.
s
 
=
 
x
.
rightChild
.
s
 
+
 
1
;

  
}

  
return
 
x
;

}

```

### 其他操作
增加一个节点、删除根节点、初始化一批数据，都是基于合并操作。

## 延伸阅读
- Leftist Trees （页面存档备份，存于）, Sartaj Sahni
- 傅清祥,王晓东 算法与数据结构(第二版) 电子工业出版社
- Thomas H. Cormen, Charles E. Leiserson, Ronald L. Rivest, Clifford Stein Introduction to Algorithms (Second Edition) The MIT Press
- Mark Allen Weiss Data Structures and Algorithm Analysis in C (Second Edition) Pearson Education